# Lepadella pyriformis
Lepadella pyriformis är en hjuldjursart som beskrevs av Myers 1938. Lepadella pyriformis ingår i släktet Lepadella och familjen Lepadellidae. Inga underarter finns listade i Catalogue of Life.